# 동성교통
동성교통(東星交通)은 경기도 성남시에 연고를 두고 있는 서울특별시의 시내버스 업체로 본사는 경기도 성남시 중원구 순환로 132 (상대원동)에 있다. 대진여객, 남성버스, 대명운수 등을 계열사로 두었으나 대진여객, 남성버스와 지분관계를 정리하였으며, 각각 독자 법인이 되었으므로 현재 계열사는 성남시의 시내버스 업체인 대명운수만 있다. 대진여객과 남성버스는 친인척 관계로만 남아 있다. 사업자 등록은 서울특별시 송파구 헌릉로 870 (장지동, 송파공영차고지)로 되어 있다.

## 동성교통 연혁

### 1970년대 ~ 1980년대
- 1972년 6월 20일: 서울시영버스 270번 (광주대단지 (현 성남시) - 을지로5가), 현 302번과 303번의 전신)과 288번 (옛골 - 서울시청)의 노선권을 불하받아 설립하였다.[1]
- 1973년 5월 5일: 서울어린이대공원 개장에 따라 어린이대공원 경유노선을 대상으로 500번대 번호 부여 정책에 의거 270번 (광주대단지 (현 성남시) - 을지로5가) 노선을 도시형버스 570번으로 번호만 변경하였다.
- 1976년: 도시형버스 570번 (성남시 상대원동 - 을지로5가)노선의 단축노선으로 도시형버스 570-1번 (성남시 상대원동 - 화양리) 노선을 개통하였다.
- 1980년: 도시형버스 570번 (성남시 상대원동 - 을지로5가) 노선을 신설동으로 단축하였다.
- 1981년: 좌석버스 45번 (성남시 상대원동 - 광화문) 노선을 개통하였다. (현재 폐선된 지선버스 4420번의 전신이 됨.) 좌석버스 570번 (성남시 상대원동 - 신설동역) 노선을 개통하였다. 도시형버스 570-2번 (성남시 상대원동 - 동대문운동장) 노선을 개통하였다.
- 1984년 2월 12일: 송파, 강동지구 입주로 인한 대중교통 확보정책에 의거 도시형버스 570-1번 (성남시 상대원동 - 화양리) 노선을 (성남시 상대원동 - 명일동) 노선으로 대폭 변경하였다.
- 1984년: 도시형버스 288번을 신진운수로 (현 진화운수에 흡수 합병됨) 노선 매각. (현재 폐선된 지선버스 4511번의 전신이 되었으며 도선여객과 공동배차 운행하였다.)
- 1987년: 아진교통 소속 좌석버스 17번 (염곡동 - 광화문) 노선의 공동배차 운행을 개시하였다. 동성교통 소속은 총 8대가 투입되었다. 이후 8대 공동배차분을 아진교통에 매각하였으며 대신 아진교통으로부터 좌석버스 17-1번 (세곡동 - 서울역) 노선과 차량 8대를 넘겨받았다.
- 1988년: 좌석버스 17-1번 (세곡동 - 서울역) 노선을 폐선하였다. 대체노선으로 좌석버스 45-1번 (성남시 상대원동 - 서울역) 노선이 신설되었다. 도시형버스 570-3번 (성남시 상대원동 - 강변역) 노선을 개통하였다.
- 1988년 8월 25일: 도시형버스 570-1번 (성남시 상대원동 - 명일동) 노선을 舊 삼선버스에 매각하였다.(매각과 동시에 성남시 구간이 완전 단축되고 대신에 하일동으로 연장되었다. 1989년 9월 16일 舊 신장운수에 매각하였으나 1991년에 공식폐선되었다.)

### 1990년대 ~2004년 서울특별시 버스 개편이전
- 1992년: 심야 좌석버스 906번 (오리역 - 을지로5가) 노선을 개통하였다
- 1993년: 남성교통, 대진운수 (현 대진여객), 도원교통, 태진운수와 함께 공동으로 좌석버스 1005번 (수서역 - 광화문역) 노선을 신설하였다. 삼선버스 (현 서울승합에 흡수 합병)에서 잉여면허를 넘겨받아 수요는 많으나 공급이 상대적으로 부족한 심야 좌석버스 906번 (오리역 - 을지로5가) 노선을 증차하였다
- 1994년: 좌석버스 45-2번 (현 9401번) (오리역 - 광화문역) 노선을 개통하였다. 좌석버스 1005번 (수서역 - 광화문역)노선을 (오리역 - 광화문역)노선으로 변경하였다.
- 1994년: 진화운수에서 좌석버스 733번 (장지동 - 여의도) 노선 폐선으로 남은 잉여분을 매입하여 수요는 많으나 공급이 상대적으로 부족한 심야 좌석버스 906번 (오리역 - 을지로5가) 노선을 증차하였다.
- 1995년 7월 1일: 좌석버스 45-1번 (성남시 상대원동 - 서울역) 노선이 (성남시 상대원동 - 강남역) 노선으로 단축되었다.
- 1995년 11월: 유진운수에서 좌석버스 704번 (군포시 산본동 - 삼청동) 노선 폐선으로 남은 잉여분을 매입하여 수요는 많으나 공급이 상대적으로 부족한 심야 좌석버스 906번 (오리역 - 을지로5가) 노선을 증차하였다.
- 1996년: 좌석버스 45-2번 (현 9401번) (오리역 - 광화문역) 노선을 기존 대치동 경유에서 경부고속도로 경유로 변경하였다. 좌석버스 1111번 (현 9407번) (오리역 - 삼성역)노선을 신설하였다. (당시 좌석버스 1111번은 경기교통과 공동 배차 운행.)
- 1997년 12월 1일: 좌석버스 570번 (성남시 상대원동 - 신설동역) 노선을 폐선하고 심야 좌석버스 906번 (서현동 - 을지로5가) 노선에 흡수하였으며 동시에 심야 좌석버스 906번 (서현동 - 을지로5가) 노선을 기존 성남시 서현동 기점에서 오리역 기점으로 변경하였다. 도시형버스 570-3번 (성남시 상대원동 - 강변역) 노선을 폐선하였다.
- 1998년: 좌석버스 45번의 단축 노선인 좌석버스 45-1번 (성남시 상대원동 - 강남역) 노선을 폐선하였다. 제일여객에서 잉여면허를 넘겨받아 수요는 많으나 공급이 상대적으로 부족한 좌석버스 45-2번 (현 9401번) (오리역 - 광화문역) 노선에 증차하였다.
- 1999년: 대성운수로부터 심야 좌석버스 909번 (오리역 - 강남역) 노선을 양수한 이후 종점을 압구정역으로 연장하였다. (현재 폐선된 광역버스 9405번의 전신이 됨.)
- 1999년 11월 25일: 분당영업소 내에 자회사인 마을버스 업체 동성여객을 설립하였다. (2002년 경기도의 시내버스로 전환, 2003년 11월 26일 대명운수로 사명 변경)[2]
- 2002년 9월: 성남 최대의 시내버스 업체였던 경기교통의 부도로 운행이 중단됨에 따라 도시형버스 70번 (당시 상대원동 - 상봉시외버스터미널)을 임시 운행하기도 하였으며, 이후 도시형버스 70번은 대원고속으로 양도되었다. (현재 70번은 대원버스가 운행)[3][4]
- 2003년 4월: 좌석버스 45번을 도시형버스 540번으로 형간전환하였다.
- 2003년 10월: 좌석버스 1005번을 남성교통 1005-2번 분리 신설하고 미금역~서현역경유 성남대로로 노선변경했다.
- 2004년 1월: 좌석버스 1005번이 폐선되었다.

### 2004년 서울특별시 버스 개편이후
- 2004년 7월 1일: 서울시내버스 준공영제 시행 및 2004년 서울특별시 버스 개편에 따라 노선번호가 변경되었으며, 개편 당시 동성교통은 한국비알티자동차에 지분을 출자하였다. 좌석버스 45-2번은 광역버스 9401번으로, 좌석버스 906번은 광역버스 9403번으로, 좌석버스 909번은 광역버스 9405번으로, 좌석버스 1111번은 광역버스 9407번으로, 도시형버스 570-2번은 간선버스 302번으로, 도시형버스 570번은 간선버스 303번으로 변경되면서 회차지가 신설동역에서 동대문운동장역으로 연장되었다. 도시형버스 540번은 종점이 광화문역에서 강남역으로 단축되어 지선버스 4420번으로 변경되었다. 광역버스 9413번 (오리역 - 삼성역) 노선이 신설되었다.
- 2004년 10월 25일: 광역버스 9414번 (오리역 - 압구정동) 노선이 신설되었다. (당시 대원고속과 공동배차 운행하였다.)
- 2004년 11월 10일: 광역버스 9405번의 종점이 광역버스 9401번의 종점과 동일하게 광화문역으로 연장되었다.
- 2004년 11월 15일: 광역버스 9413번이 폐선되었다.
- 2005년: 지선버스 4420번 종점이 강남역에서 삼성역으로 단축되었다.
- 2005년 4월 10일: 순환버스 41번이 한국비알티자동차에 인수후 폐선되었다. (현재 41번은 4434번과 통합 후 242번으로 변경되어 대원교통에서 운행 중이다.)
- 2005년 6월 7일: 광역버스 9405번이 폐선되었다.
- 2005년 7월 1일: 광역버스 9414번이 폐선되었다. (단 대원고속 (현 대원버스) 소속 9414번은 종점을 압구정동에서 삼성역으로 단축 시킨 후 노선을 수 차례 변경 후 현재까지 운행중에 있다.), 광역버스 9405번 노선은 광역버스 9401번에 노선이 통폐합 되었다.
- 2005년 9월 1일: 광역버스 9407번을 대명운수에 노선이관함과 동시에 종점을 삼성역에서 신사중학교로 연장하였다. 간선버스 303번 노선의 종점을 동대문운동장역에서 신설동역으로 단축하여 옛 도시형버스 570번 노선과 같게 환원하였다.
- 2006년: 지선버스 4420번 노선의 학여울역 ~ 삼성역 구간이 영동대로 직진에서 대치역, 도곡역, 한티역, 선릉역 경유로 변경되었다.
- 2007년 1월 20일: 지선버스 4420번이 폐선되었다.[5]
- 2007년 2월 10일: 지선버스 3423번 (송파공영차고지 - 고속터미널역) 노선이 신설되었다.
- 2008년 8월 7일: 광역버스 9403번 노선이 흥인지문 녹지조성 공사로 인해 종점이 을지로5가에서 동대문운동장역으로 단축되었다.[6]
- 2008년 9월 20일: 광화문 광장 조성공사와 동시에 수도권 통합요금제의 확대시행에 따라 광역버스 9401번 노선이 광화문역을 경유하지 않고 남대문로를 왕복하는 노선으로 변경되었다.[7]
- 2008년 12월 20일: 맞춤버스 8360번 (송파공영차고지 - 여의도 버스 환승센터) 노선이 신설되었다. (당시 남성버스, 한국비알티자동차와 공동배차 운행하였다.)
- 2009년 8월 10일: 국토해양부에서 시행하는 광역급행버스 분당신도시 ~ 서울역 M4102번 노선에 많은 점수를 획득 2009년 8월 10일에 신설될 예정이었지만 인건비의 문제로 포기하였다. (현재 이 노선은 경기고속이 선정되어 운행중에 있다.)[8]
- 2009년 12월 10일: 광역버스 9403번의 경유지가 장미마을 경유에서 야탑역 경유로 변경되었다.
- 2009년 12월 21일: 맞춤버스 8360번이 폐선되었다.
- 2010년 1월 4일: 을지로입구역 일대의 과다한 교통정체로 인해 광역버스 9401번의 노선을 원래경유 노선이었던 광화문역 경유노선으로 재환원 하였다.
- 2010년 8월 21일: 간선버스 302번의 종점이 동대문역사문화공원역에서 상왕십리역으로 단축되었다.[9]
- 2013년 3월 19일: 지선버스 3423번의 종점이 고속터미널역에서 동부이촌동으로 연장되면서 노선번호가 3012번으로 변경되었다.
- 2014년 1월: 위례신도시 입주민을 위해 3012번을 위례신도시 경유로 변경하였다 (기존 복정역 구간 미경유)
- 2014년 11월 1일: 세곡지구 입주로 지선버스 3425번을 남성버스과 공동배차로 개통하였다.
- 2021년 9월 24일: 광역버스 9409번 (오리역 - 신사역) 노선이 신설되었다.
- 2022년 5월 1일：지선버스 3425번을 송파공영차고지 ↔ 복정역 구간 단축 및 상대원동 ↔ 복정역 구간 연장과 동시에 노선번호도 4425번으로 변경하였다.
- 2022년 8월：본점이자 면허지를 서울특별시 성북구 보국문로 204 (정릉동, 대진여객)에서 송파구 헌릉로 870 (장지동, 송파공영차고지)로 이전하였다.
- 2023년 2월 13일: 광역버스 9403번의 종점이 중곡역으로 단축되었고, 광역버스 9401-1번 (서현역 - 순천향대학병원) 노선을 남성버스과 공동배차로 개통하였다.
- 2023년 3월 13일: 광역버스 9401-1번의 종점이 서현역에서 푸른마을까지 연장되었다.
- 2023년 8월 21일: 광역버스 서울01번 (동탄2신도시 - 강남역) 노선이 신설되었다.
- 2024년 2월 5일: 광역버스 9403번을 간선버스 422번으로 형간 전환하였고, 경유지가 무지개마을사거리에서 성남역 경유로 변경되었다.

## 운행 노선
2024년 7월 1일 기준이다.
| 운행노선     | 운행구간       | 운행구간 | 운행구간              | 배차간격 (분) | 인가 대수 | 비고                                                           |
| ------------ | -------------- | -------- | --------------------- | ------------- | --------- | -------------------------------------------------------------- |
| 302번        | 성남           | ↔        | 상왕십리역            | 5~20          | 29        | 구 570-2번 단축                                                |
| 303번        | 성남           | ↔        | 신설동                | 4~15          | 39        | 구 570번                                                       |
| 422번        | 분당           | ↔        | 중곡역                | 15~20         | 15        | 구 906번, 9403번                                               |
| 3420번       | 송파공영차고지 | ↔        | 구반포역              | 7~15          | 8         | 구 3423번 연장, 3012번 단축. 남성버스와 공동배차로 운행한다.   |
| 4425번       | 성남           | ↔        | 삼성역                | 10~15         | 19        | 구 3425번 변경, 4425번에서 변경된 우신버스의 541번과는 무관함. |
| 9401번       | 분당           | ↔        | 서울역                | 3~10          | 34        | 구 45-2번. 남성버스와 공동배차로 운행한다.                     |
| 9401-1번     | 분당(푸른마을) | ↔        | 한강진역 (블루스퀘어) | 10~20         | 5         | 남성버스와 공동배차로 운행한다.                                |
| 9409번       | 분당(판교)     | ↔        | 신사역                | 15~20         | 11        | 2021년 9월 24일 신설 노선                                      |
| 서울01출근번 | 동탄2신도시    | →        | 강남역                | 1일 3회       | 3         | 2023년 8월 21일 신설 서울동행버스                              |
| 서울01퇴근번 | 신논현역       | →        | 동탄2신도시           | 1일 2회       | 2         | 2024년 6월 10일 신설 서울동행버스                              |

## 미운행 노선
순환버스
- ● 41번: 종합운동장역 - 삼성역 - 강남역 - 서초역 - 고속터미널역 - 논현역 - 신사동 - 압구정역 - 청담역 - 삼성역 - 종합운동장역 (시계 방향 단방향 순환), (동아운수·서울버스·신길운수·신성교통과 공동 배차 운행하다가 2005년 4월 10일 한국비알티자동차에 인수 후 2006년 4월 21일 최종 폐선)

지선버스
- ● 3423번: 송파공영차고지 - 복정역 (동서울대학) - 장지역 (가든파이브) - 문정역 - 가락시장역 (가락시장) - 송파역 - 석촌역 - 삼전역 - 배명역 - 학여울역 (서울무역전시컨벤션센터) - 대치역 - 도곡역 - 매봉역 - 양재역 (서초구청) - 뱅뱅사거리 - 남부터미널역 (서울남부버스터미널) - 교대역 (서울교육대학교) - 고속터미널역 (서울고속버스터미널), 2013년 3월 19일 동부이촌동으로 연장 후 3012번으로 노선 변경 (남성교통과 공동배차)
- ● 3425번 : 송파공영차고지 ↔ 복정역 ↔ 강남자동차검사소 ↔ 세곡동 ↔ 은곡마을 진입로 ↔ 세곡지구 ↔ 못골마을 ↔ 쟁골마을 ↔ 수서역 ↔ 궁마을 ↔ 일원역 (삼성의료원) ↔ 수서태화복지관 ↔ 일원터널 ↔ 개포주공4단지 ↔ 경기여자고등학교 ↔ 개포동역 ↔ 대치역 ↔ 은마아파트 ↔ 은마파출소 ↔ 대치현대아파트 ↔ 대치사거리 → 포스코사거리 → 삼성역 (회차 지점) → 휘문중고등학교 → 대치현대아파트 (이하 역순) <2022년 5월 1일 성남 구간 연장 후 4425번으로 노선 변경>
- ● 4420번: 성남시 중원구 상대원동 - 사기막골 - 공단본부 - 남한산성입구역 - 단대오거리역 - 산성역 - 복정역 - 세곡동사거리 - 수서차량사업소 - 수서역 - 일원역 (서울삼성병원) - 일원터널 - 대모산입구역 - 학여울역 (서울무역전시컨벤션센터) - 대치동 - 삼성역 (코엑스, 무역센터, 한국도심공항), 2007년 1월 20일 폐선.[11] (구 45번 (좌석버스), 구 540번 단축, 지선버스)

맞춤버스
- ● 8360번: 송파공영차고지 - 복정역 (동서울대학) - 장지역 (가든파이브) - 문정역 - 가락시장역 (가락시장) - 송파역 - 석촌역 - 잠실역 (송파구청, 롯데월드) - 신천역 - 종합운동장역 (서울종합운동장) - 삼성역 (무역센터, 한국도심공항) - 코엑스 - 청담역 - 강남구청역 → 올림픽대로 → 샛강역 (KBS 별관) → 여의도역 → 여의도 버스 환승센터 → 마포대교 → 강변북로 → 한남대교 → 올림픽대로 → 성수대교 → 강남구청역, 2009년 12월 21일 폐선 (맞춤버스) (남성교통, 한국비알티자동차와 공동배차)

광역버스
- ● 9403번: 성남시 분당구 구미동차고지 (오리역) - 무지개마을 - 대원사거리 - 정자동주민센터 - 파크타운 - 효자촌 - 시범단지 - 이매촌 (서현역) - 이매동 (이매역) - 분당 차병원 - 야탑역 (성남종합버스터미널) - 여수동사거리 (성남시청) - 모란역 - 태평역 - 가천대역 (가천대학교) - 복정역 (동서울대학) - 장지역 (가든파이브) - 문정역 - 가락시장역 (가락시장) - 송파역 - 석촌역 - 잠실역 (송파구청, 롯데월드) - 잠실대교 - 구의역 (광진구청) - 아차산역 (어린이대공원 후문) - 군자역 (군자교) - 장한평역 - 답십리역 - 신답역 - 용두역 (동대문구청) - 신설동역 - 동묘앞역 → 청계7가 → 신당역 → 동대문역사문화공원역 (동대문운동장) → 청계6가 → 동대문역 (동대문) → 동묘앞역 (구 906번, 2024년 2월 5일부로 간선버스 422번으로 형간전환됨)
- ● 9405번: 성남시 분당구 구미동 (오리역) - 무지개마을 - 대원사거리 - 정자동 주민센터 - 파크타운 - 효자촌 - 시범단지 - 이매촌 (서현역) - 백현마을 - 낙생육교 (판교역) - 판교 나들목 ← <경부고속도로> → 서초 나들목 → 양재역 (서초구청) → 강남역 → 논현역 → 신사역 → 도산공원 → 압구정로데오역 → 갤러리아백화점 압구정점 → 성수대교 입구 → 압구정역 → 현대백화점 압구정점 → 신사중학교 → 신사역 → 논현역 → 강남역 → 양재역 (서초구청) → 교육개발원 입구 → 양재 꽃시장 (양재시민의숲역, 양재 시민의 숲, AT센터) → 양재 나들목, 2005년 6월 7일 폐선. (구 909번, 광역버스) (이 노선은 대성운수에서 양도 받았던 노선이다.)[12]
- ● 9407번: 성남시 분당구 구미동 (오리역) - 무지개마을 - 대원사거리 - 정자동 주민센터 - 계원예술고등학교 - 한솔마을 - 양지마을 - 파크타운 - 효자촌 - 시범단지 - 이매촌 (서현역) - 아름마을 - 탑마을 ← <분당수서로> → 서울삼성병원 - 대모산입구역 - 학여울역 (서울무역전시컨벤션센터) - 대치동 - 삼성역 (코엑스, 무역센터, 한국도심공항) - 봉은사역 - 청담역 - 영동대교 남단 - 압구정로데오역 - 성수대교 남단 - 압구정역 - 신사중학교, 2005년 9월 1일 경기도 업체인 대명운수에 노선 이관. (구 1111번, 광역버스)[13] (성남시내버스와 공동배차)
- ● 9413번: 오리역 - 미금역 - 정자역 - 수내역 - 서현역 - 이매역 (성남아트센터) - 야탑역 (성남종합버스터미널) - 여수동 - 모란역 ← <분당수서로> → 서울삼성병원 - 대모산입구역 - 학여울역 (서울무역전시컨벤션센터) - 대치동 - 삼성역 (코엑스, 무역센터, 한국도심공항), 2004년 11월 15일 폐선 (신설노선, 구 1111번 (현 9407번) 노선 일부 변경)
- ● 9414번: 성남시 분당구 구미동 (오리역) - 무지개마을 - 대원사거리 - 정자동 주민센터 - 파크타운 - 효자촌 - 시범단지 - 이매촌 (서현역) - 수내역 (분당구청) ← <분당내곡로> → 구룡터널 - 개포동 - 매봉터널 입구 - 매봉역 - 도곡역 - 한티역 - 선릉역 - 강남구청역 - 압구정로데오역 - 갤러리아백화점 압구정점 - 압구정동, 2005년 7월 1일 폐선. (신설노선)[14] (대원고속과 공동배차)

## 사업장 현황
- 본점: 서울특별시 송파구 헌릉로 870 (장지동) (3420번)
- 구미동: 경기도 성남시 분당구 탄천상로163번길 8 (구미동) (422번, 9401번, 9401-1번, 9409번, 서울01번)
- 상대원: 경기도 성남시 중원구 순환로 132 (상대원동) (302번, 303번, 4425번)
- 송파: 본점과 동일

## 보유 차량
- 현대 뉴 슈퍼 에어로시티
- 현대 저상 뉴 슈퍼 에어로시티
- 현대 일렉시티
- 현대 유니버스 스페이스 엘레강스
- 현대 뉴 프리미엄 유니버스 엘레강스
- 우진산전 아폴로 1100

## 갤러리

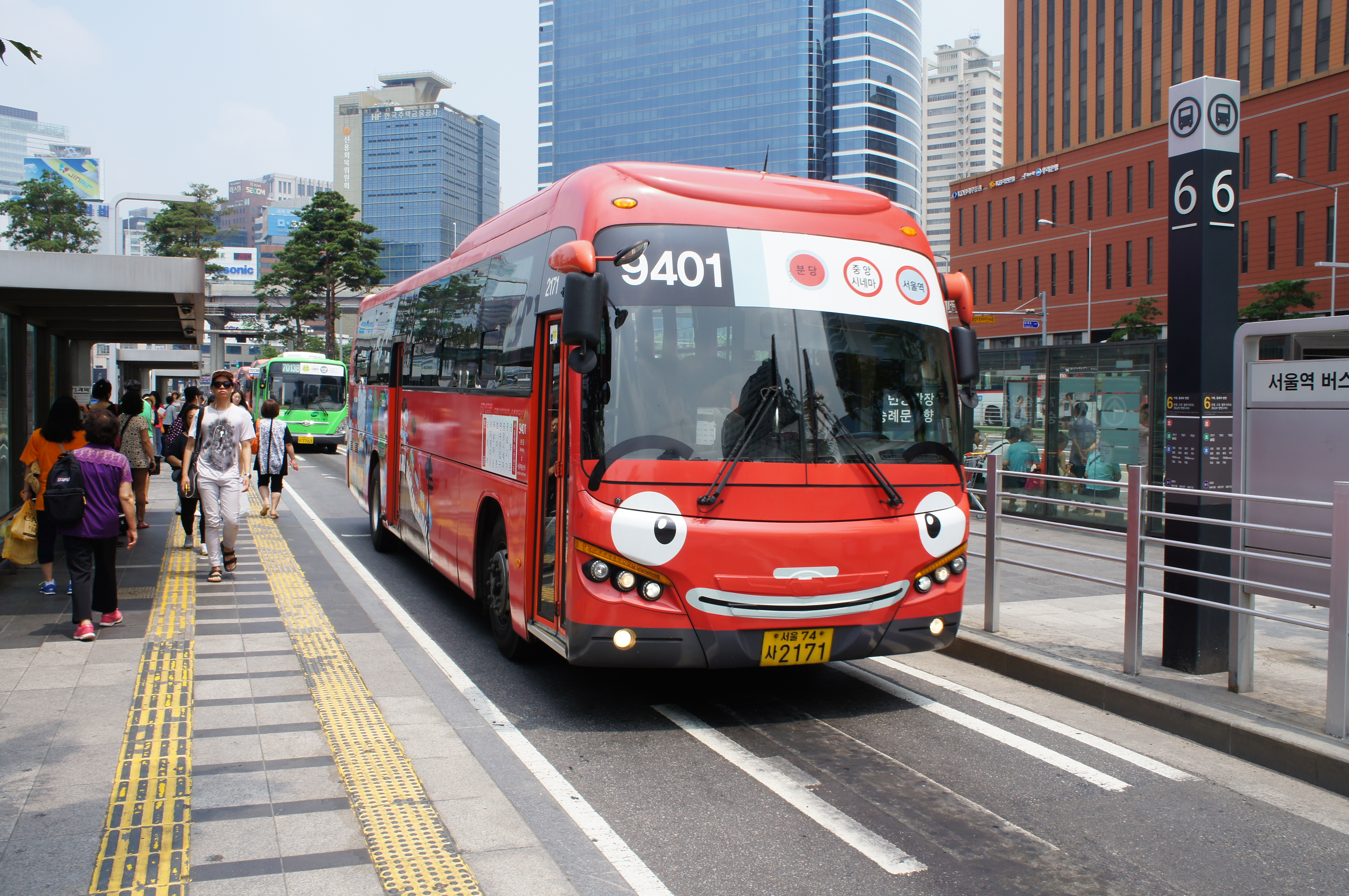
서울시내버스 9401번 타요버스 가니
서울시내버스 303번
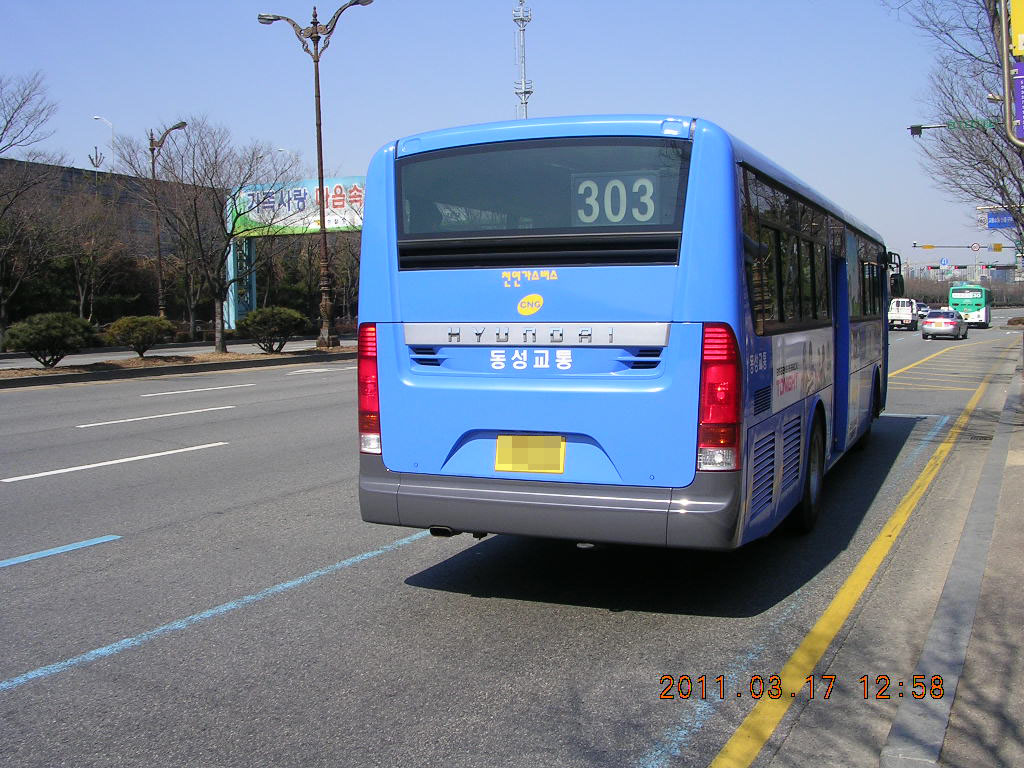
서울시내버스 303번
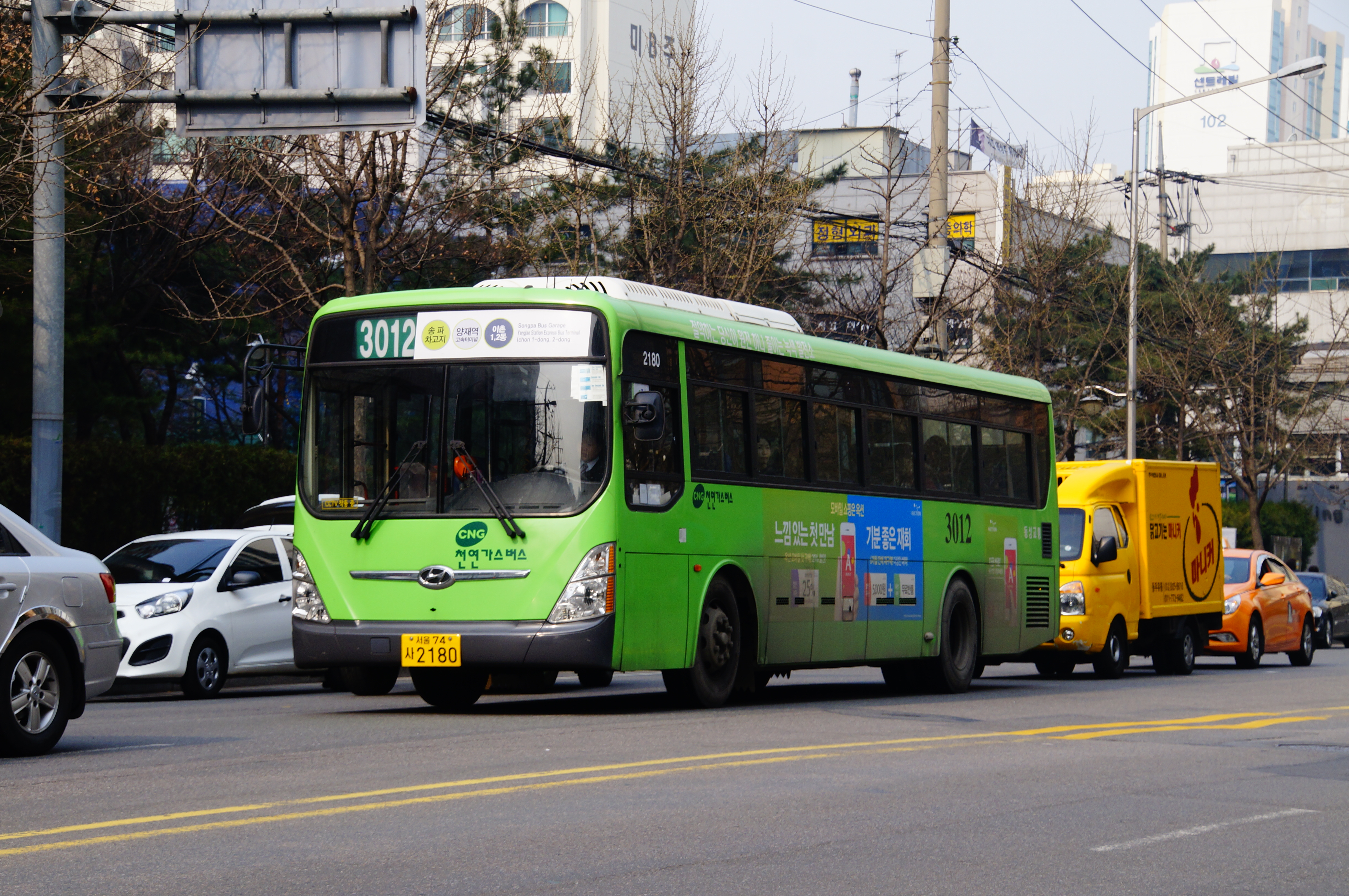
서울시내버스 3012번
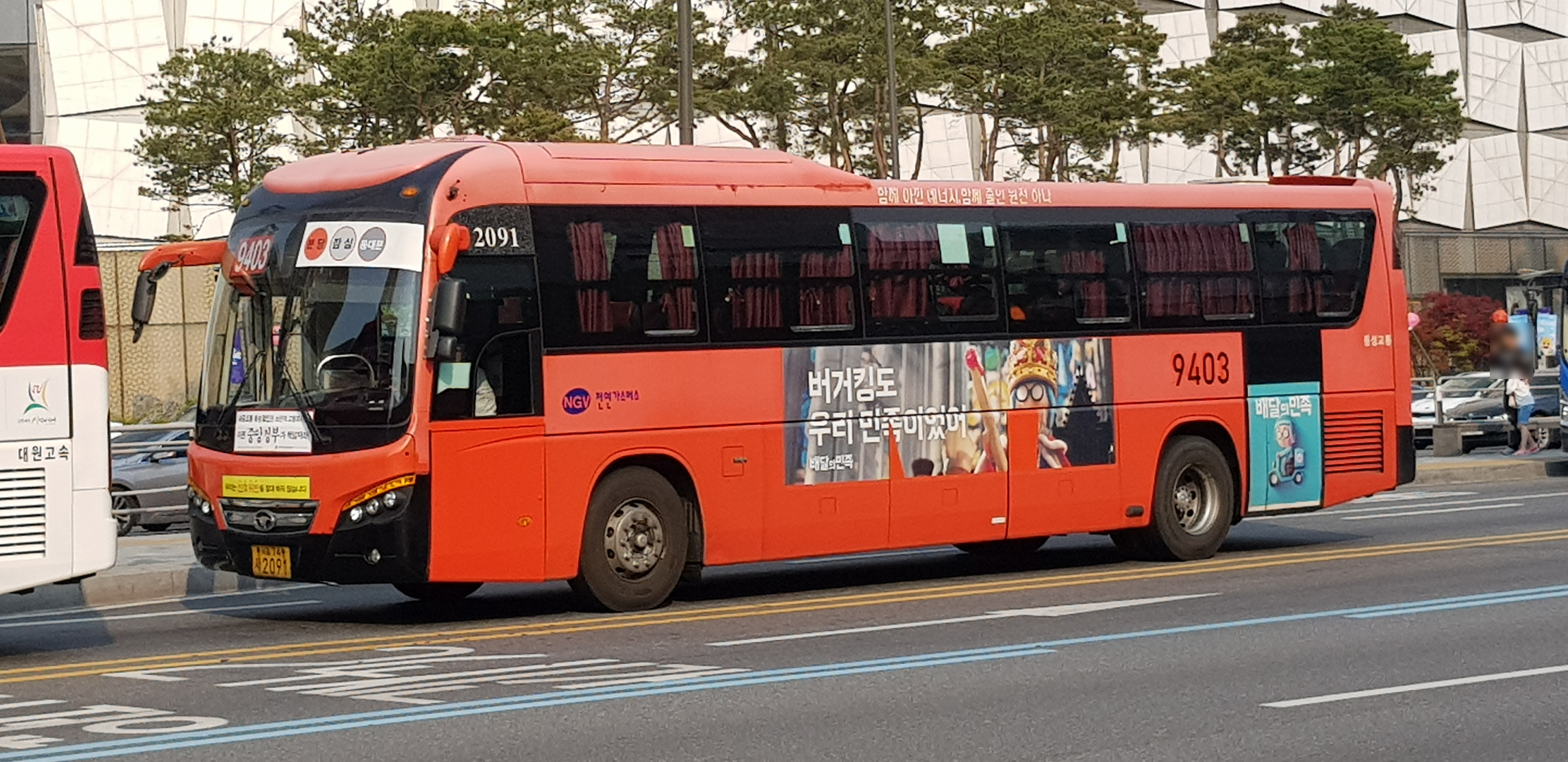
서울시내버스 9403번
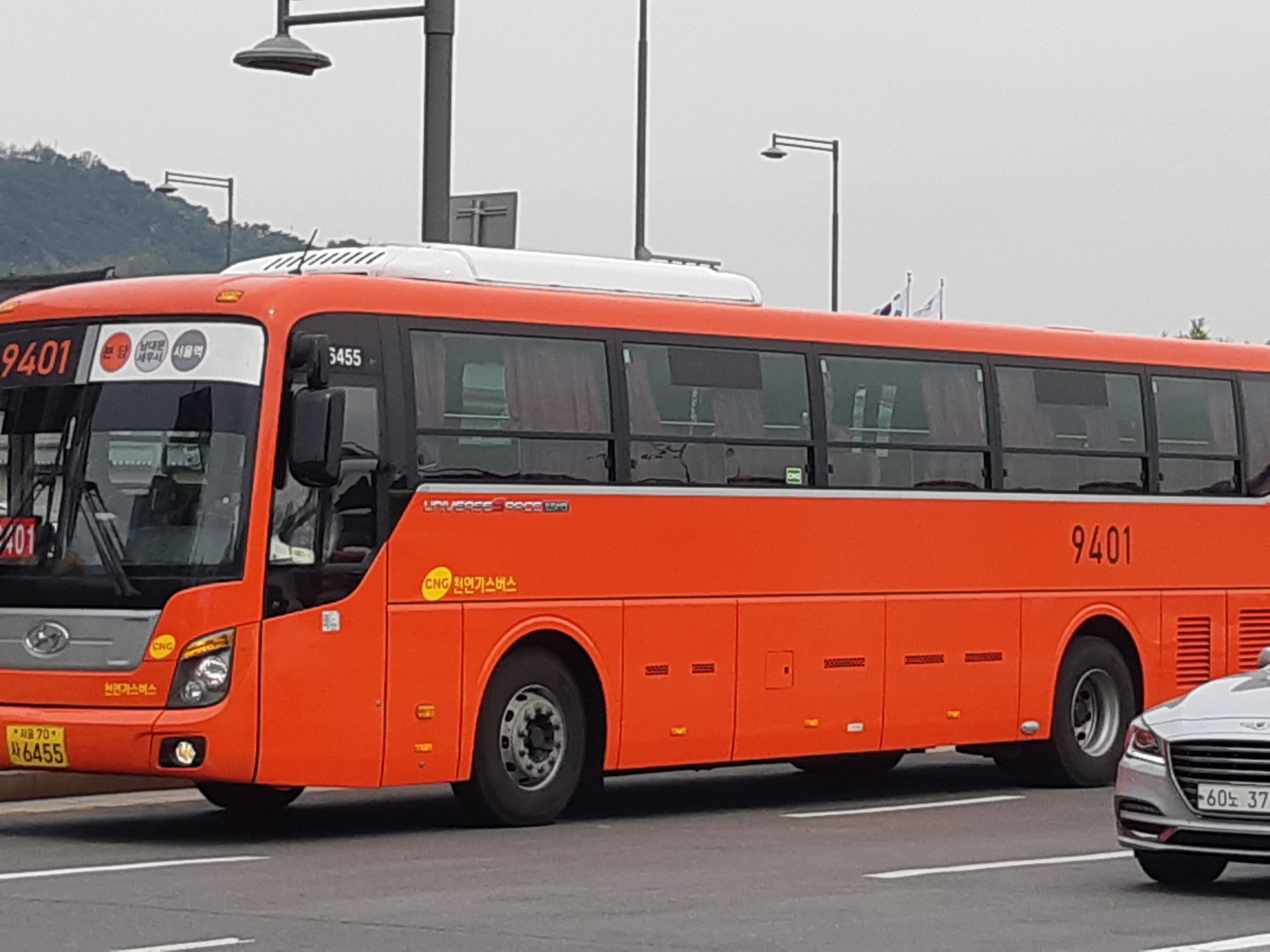
서울시내버스 9401번

## 같이 보기
- 남성버스
- 대진여객
- 대명운수